# Treiberei
Treiberei ist ein typisches Kultur- bzw. Arbeitsverfahren im Gartenbau. Dabei wird bei Pflanzen die Nachruhe vorzeitig beendet, um sie zum Treiben zu bringen. Voraussetzung ist, dass sich die Pflanzen in einer Ruheperiode befinden und diese genetisch bedingt ist.
Eine solche Ruheperiode wird auch wahre Wachstumsruhe genannt. Im Unterschied zur Verfrühung kann bei der Treiberei das Wachstum nicht zu jeder Zeit wieder angeregt werden, sondern es müssen die Vor- und Vollruhe abgewartet werden. Dies ist bei europäischen Pflanzen häufig nach einem (winterlichen) Kältereiz der Fall.
Ein prominentes Beispiel der Treiberei ist das Schneiden von Barbarazweigen am 4. Dezember und das anschließende vorzeitige Erblühen der Zweige zu Weihnachten im Warmen. Typisch ist dieses Kulturverfahren auch für Frühlingsblüher (z. B. Tulpen, Hyazinthe, Maiglöckchen) oder Azaleen.